# تشارلز ستيوارت بارنيل
تشارلز ستيوارت بارنيل (بالإنجليزية: Charles Stewart Parnell )‏ (و. 1846 – 1891 م) هو سياسي أيرلندي، ولد في مقاطعة ويكلاو، توفي في برايتون، عن عمر يناهز 45 عاماً.

## مناصب
تولى منصب عضو برلمان المملكة المتحدة الـ24 (1 يوليو 1886–6 أكتوبر 1891)، وعضو برلمان المملكة المتحدة الـ23 (24 نوفمبر 1885–26 يونيو 1886)، وعضو برلمان المملكة المتحدة الـ22 (15 أبريل 1880–26 مايو 1880)، وعضو برلمان المملكة المتحدة الـ22 (10 أبريل 1880–18 نوفمبر 1885)، وعضو برلمان المملكة المتحدة الـ22 (31 مارس 1880–31 مايو 1880)، وعضو برلمان المملكة المتحدة الـ21 (21 أبريل 1875–24 مارس 1880).

## التعليم
تعلم في كلية المجدلية.

## روابط خارجية
- تشارلز ستيوارت بارنيل على موقع الموسوعة البريطانية (الإنجليزية)
- تشارلز ستيوارت بارنيل على موقع إن إن دي بي (الإنجليزية)